# SG Handball West-Wien
L'SG INSIGNIS Handball West-Wien è una squadra di pallamano maschile austriaca con sede a Vienna.

## Palmarès

### Trofei nazionali
- Campionato austriaco di pallamano maschile: 5
  - 1965-66, 1988-89, 1990-91, 1991-92, 1992-93.
- ÖHB-Cup di pallamano maschile: 2
  - 1990-91, 1991-92.

## Partecipazioni alle coppe europee
| Comp.                    | Avversario   | Round       | PG | PV | PN | PP | GF | GS | DF  |
| ------------------------ | ------------ | ----------- | -- | -- | -- | -- | -- | -- | --- |
| Coppa Campioni 1966-1967 | RK Medveščak | Primo Turno | 1  | 0  | 0  | 1  | 5  | 21 | -16 |
| Totale                   | -            | -           | 1  | 0  | 0  | 1  | 5  | 21 | -16 |